# Lycée hôtelier de Strasbourg
Le lycée hôtelier de Strasbourg est le Lycée d'hôtellerie et de tourisme Alexandre-Dumas, un établissement français préparant aux métiers de l'hôtellerie, de la restauration et du tourisme situé, depuis 1974, à Illkirch-Graffenstaden dans le Bas-Rhin.

## Historique
La création de l’École pratique d'industrie hôtelière de Strasbourg (également connue sous les noms d' "École Hôtelière de Strasbourg" ou de "Lycée Hôtelier de Strasbourg" a eu lieu grâce à la Municipalité et la Chambre de commerce et d'industrie de Strasbourg et du Bas-Rhin sur l'initiative d'hôteliers et de restaurateurs de la région.
- Octobre 1921 : ouverture de l’École Pratique d'Industrie Hôtelière de Strasbourg, dans le bâtiment 10 rue des Écrivains.
- Septembre 1939 : fermeture de l’École dès la déclaration de la Seconde Guerre mondiale.
- Octobre 1945 : réouverture sous le nom de "Collège Technique Hôtelier" et emménagement dans le bâtiment qui avait été construit à son intention avant la guerre, au 14 rue de Lucerne.
- 1949 : ouverture du restaurant d'application, accessible à la clientèle extérieure.
- 1950 : création du Centre d'Apprentissage Hôtelier, devenu par la suite le "Collège d'Enseignement Technique Hôtelier" alors que l'ancien collège devenait "Le Lycée d'Enseignement Hôtelier".
- 1965 : ouverture des sections Tourisme, et le lycée prenait le nom de "Lycée Technique d'Hôtellerie et de Tourisme".
- 1971 : ouverture des sections de Techniciens Supérieurs de l'Hôtellerie.
- 1972 : début des travaux de construction de la nouvelle École sur un terrain situé route du Rhin à Illkirch-Graffenstaden.
- Novembre 1974 : emménagement de l’École dans ses nouveaux locaux.
- 1975 : fermeture définitive du restaurant d'application se trouvant rue de Lucerne.
- Octobre 1977 : ouverture du restaurant d'application de l’École d'Illkirch. En 1988, il bénéficia d'une rénovation complète.
- 1987 : naissance de l’École Supérieure de Management en Hôtellerie-Restauration, habilitée à décerner la M.S.T "Gestion et Production en Hôtellerie-Restauration".
- 1999 : début des chantiers des travaux de rénovation du lycée (CDI, Internat, Infirmerie, Logements de fonctions, salles de classe, cuisines).
- Septembre 2001 : rénovation du BTS Tourisme :
  - VPT : Ventes et Productions Touristiques,
  - AGTL : Animation et Gestion Touristiques Locales.
- 2002 : rénovation complète du restaurant d'application.
- Septembre 2003 : mise en place du BTS "Responsable d'Hébergement" à référentiel commun européen.
- Printemps 2004 : création de l'hôtel d'application de l’École.
- Novembre 2015 : signature d'un accord de coopération universitaire dans le domaine gastronomique avec l'Université de Technologie du Cap (CPUT)[2]

## Les filières professionnelles proposées
Le lycée hôtelier Alexandre-Dumas propose les formations suivantes,, :
- CAP, Certificat d'Aptitude Professionnelle:
- BEP, Brevet d'Études Professionnelles:
- BAC Pro, Baccalauréat Professionnel "Restauration":
- Baccalauréat technologique hôtellerie
- Baccalauréat technologique management et gestion

- Mentions complémentaires: Cuisinier en desserts de restaurants, MC traiteur, Barman, Sommelier, Cuisine allégée, Accueil-Réception, Organisateur de récéption… Il est à savoir que la mention "gouvernante" n'est plus proposée actuellement dans ce lycée.
- BTS, Brevets de Technicien Supérieur : Hôtellerie option A et B, Responsable d'Hébergement à réferentiel commun européen ou Tourisme.
- Mise à niveau: En une année, les élèves, venant d'autres filières généralement, peuvent apprendre les métiers de l'hôtellerie et de la restauration.

## Les enseignements particuliers proposés au sein de l'établissement
- Sections linguistiques
- Section européenne de lycée professionnel : durée de trois années après la classe de troisième.

## Restaurants d'application
Le lycée dispose de deux restaurants d'application :
- Le restaurant Prosper Bosch ouvert à la clientèle. Décédé le 17 décembre 1964 lors de la fête des élèves, Prosper Bosch, ancien élève de la promotion 1936, était devenu professeur technique et responsable du restaurant de l'école, très actif dans le développement de l'Association des Anciens Élèves de l'École Hôtelière de Strasbourg.
- Le restaurant Joseph Koscher dévoué aux travaux pratiques.

Joseph Koscher, ancien proviseur de 1962 à 1982, est né le 4 avril 1921 en Lorraine et décédé le 26 février 2008 à Strasbourg. Marié le 5 avril 1947 à Joséphine Retz, ils sont restés sans enfant.
Après son baccalauréat, Joseph Koscher est reçu à l'ENSET, l'École Nationale Supérieure de l'Enseignement Technique avec une spécialisation en allemand et en anglais. Nommé Censeur des études de l'École nationale de commerce de Paris, il y crée les laboratoires de langues. En 1962, rue de Lucerne, proviseur de l'École Hôtelière de Strasbourg, il y utilise en linguistique comme en arts culinaires des outils modernes : laboratoires de langues, télévision, nouvelles techniques culinaires (l'induction, le sous-vide et la congélation). Il développe et enseigne des techniques nouvelles pour les plats micro-ondes et/ou surgelés. Il est le président-fondateur de l'association mondiale des écoles hôtelières. Il est aussi le promoteur de la nouvelle École d'Hôtellerie et de Tourisme de Strasbourg implantée à Illkirch.
Joseph Koscher a écrit un grand nombre d'ouvrages relatifs aux Arts culinaires, en collaboration avec des professeurs ou de grands professionnels. Parmi les best-sellers : Les Recettes de la table alsacienne, Édition Istra, 1969.

## Hôtel d'application
L'hôtel d'application "Espace Hôtelier Marie-Louise Dany" inauguré le 8 novembre 2004 par Monsieur Zeller président de la région Alsace, Monsieur le Recteur Chaix, Colette Bierry proviseur et Jean-Michel Jeudy exécuteur testamentaire du Trust M-L Dany et président de l'Association des anciens élèves.
Cette structure consiste en deux chambres 3 étoiles et une chambre 4 étoiles accessibles par réservation à toute clientèle, le petit-déjeuner au self-service du lycée :
Les trois chambres se nomment :
- "Rue des Écrivains" référence à l'adresse la première école hôtelière de Strasbourg située derrière la Cathédrale rue des Écrivains.
- "Post Street" référence à l'appartement du 666 Post Street à San Francisco où Madame Dany vécut de 1972 à 2001.
- "Golden Gate" la chambre 4 étoiles portant le nom du célèbre pont de San Francisco.

Au premier étage se trouvent deux salles de travaux pratiques où les élèves pourront apprendre à préparer une chambre pour l'arrivée d'un client. Il est à noter que la dernière chambre est prévue pour de réels clients. Au rez-de-chaussée se trouve pour l'apprentissage du travail en réception hôtelière une salle nommée "Nicole Spitz" (ancienne élève, directrice générale du Negresco à Nice) qui consiste en 16 postes informatisés avec un poste de contrôle pour un professeur.
Dans le hall d'entrée à gauche, un portrait de Madame Dany offert par l'Association des Anciens Élèves de l'École Hôtelière, face à la porte d'entrée le reception-desk et à droite un espace petit-déjeuner nommé "Jean-Michel Jeudy".
Le nom de cet hôtel est celui de Madame Dany née Roser à Strasbourg le 23 janvier 1929 et décédée à San Francisco le 2 janvier 2001 sans héritier. Madame Dany a fréquenté l'école du 1er mai 1945 au 30 septembre 1947.
À la suite de son veuvage, madame Dany partira aux États-Unis pour une brillante carrière au sein de la grande hôtellerie dont le Fairmont hotel Nob Hill à San Francisco. Entre 1970 et 1974, elle sera directrice générale du Drake Wilshire Hotel et deviendra la première femme directrice d'un grand hôtel en Californie.
Elle a légué une partie de ses biens à l'École Hôtelière de Strasbourg. Son don a été à l'origine de cette structure pédagogique portant son nom en mémoire de sa fidélité :
« Mon école m'a tout donné, je rends tout à mon école ».

## L'internat
En sachant que le lycée d'hôtellerie et de tourisme Alexandre Dumas accueille entre 1000 et 1500 élèves et que tous n'habitent pas à côté du lycée, un internat est présent. Il peut accueillir un très grand nombre d'élèves. La capacité des chambres varie de trois à cinq personnes. Chaque chambre contient un lit, une armoire et un bureau individuel. Puis, une salle de bains collective avec une douche et lavabo. 
Pour pouvoir postuler à l'internat, il faut le faire très rapidement car le nombre de places est limité. Une fiche est remplie par les parents de l'élève et le choix, fait par l'administration, dépendra du temps de trajet de l'élève. 

## Classement
Selon le classement des lycées série hôtellerie 2016 de l'Étudiant, le lycée Alexandre-Dumas est considéré comme très bon lycée (A) avec une note de 16,2 /20
En 2014, le lycée Alexandre-Dumas était le deuxième meilleur lycée (lycées généraux et technologiques confondus) de l'académie de Strasbourg en termes de réussite au bac.

## Sources et littérature
- Le Vosgien du Golden Gate par Jean-Michel Jeudy, Le Verger éditeur, 2010  (ISBN 978-2-84574-099-0)
- Le Vosgien du Léman par Jean-Michel Jeudy, Le Verger éditeur, 2009  (ISBN 978-2-84574-085-3)
- Les brimbelles de Californie - Itinéraire gourmand des Vosges aux États-Unis  (ISBN 2-7165-0669-8) : ouvrage paru en 2006 aux Éditions de la Nuée Bleue à Strasbourg, racontent dans le chapitre "L'école de la liberté" la vie de l'École d'hôtellerie et de tourisme de Strasbourg située rue de Lucerne dans les années 1969 et 70. Les auteurs Jean-Michel et Françoise Jeudy-Krantz sont des anciens de cette école de la promotion 1970.
- Un été en Californie  (ISBN 2-7165-0521-7) de Simone Morgenthaler : ouvrage paru en 2000 aux Éditions La Nuée Bleue à Strasbourg relate dans le chapitre: "L'ouragan de San Francisco" la vie de Marie-Louise Dany, une Alsacienne à la conquête de la Californie.
- « Lycée Hôtelier Alexandre Dumas : Un héritage quatre étoiles » dans Hôtel Restaurant, no 158 du 24 février 2004. Strasbourg-Illkirch se dote d'un hôtel d'application 4 * à la suite du legs d'une ancienne élève.
- La Gazette Hôtelière, avril 2004 : Le legs de la Grande Lady par Nadia Aubin.
- L'Auvergnat de Paris du 30 avril 2004 par Nadia Aubin : Un héritage quatre étoiles pour Illkirch.
- L'Hôtellerie par J. Bergerot : Un hôtel d'application à Illkirch-Graffenstaden.
- Région Alsace Le Journal no 23 nov./déc. 2004 : Luxe au lycée Hôtelier.